# Johann Baptist von Renard

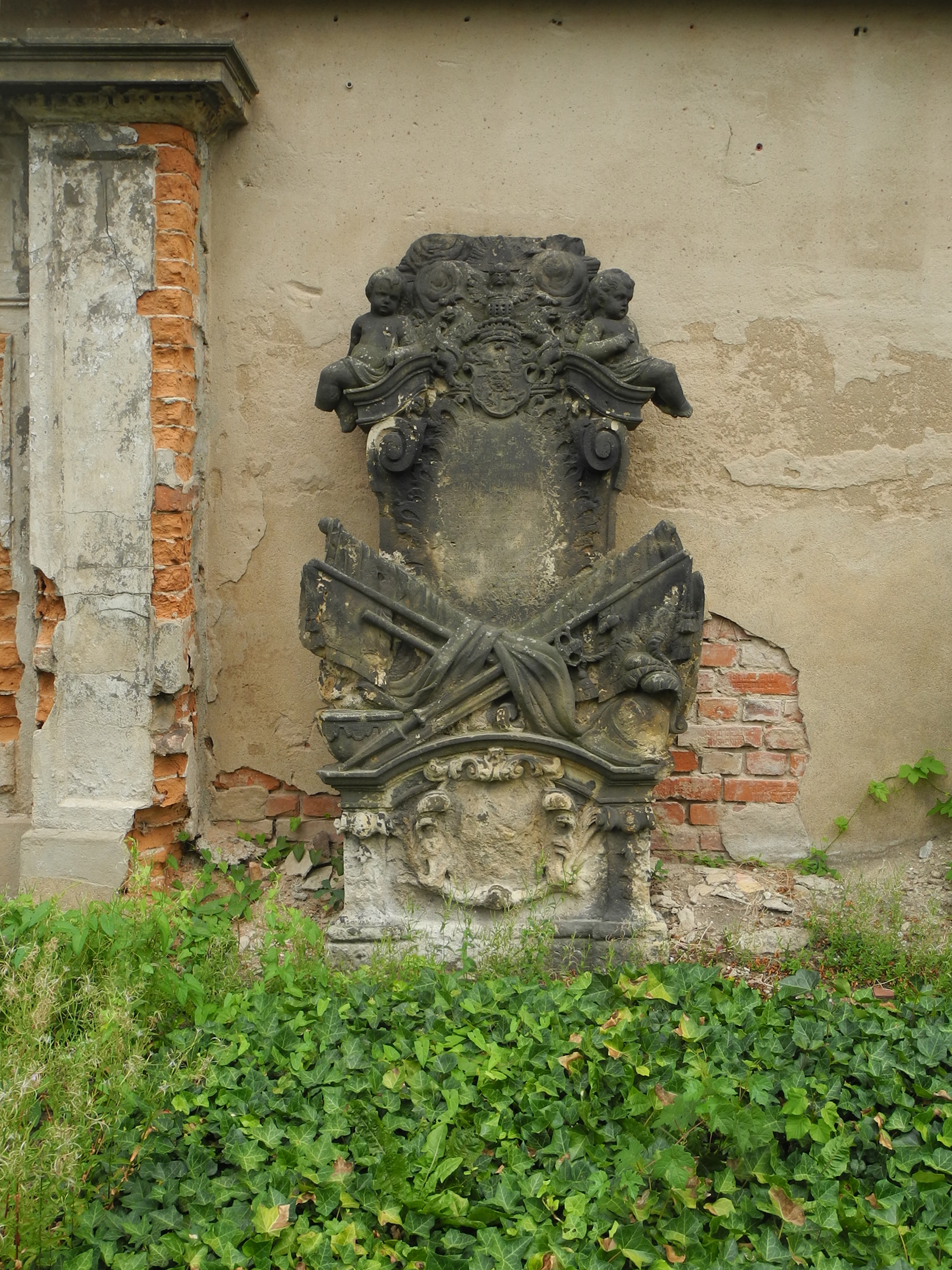
Grab des Johann Baptist von Renard (1682–1746)

Johann Baptist Graf von Renard (* 1682 in Warschau; † 14. Februar 1746 in Dresden) war kursächsischer General der Infanterie und Ritter des St. Heinrichs-Ordens. Er wurde 1741 Reichsgraf.

## Leben

### Herkunft
Sein Vater war der hamburgische Kaufmann Andreas Renard, der hatte sich in Warschau niedergelassen. Seine Mutter war Theresia von Waldstein. Die Familie Renard erhielt 1723 den polnischen Adel. Seine Schwester Henriette Rénard (1685–1721) war Mätresse von August II.

### Militärkarriere
Renard sollte studieren, ging aber bald in die Polnische Kronarmee. Vor dort trat er als Oberstleutnant in kursächsische Dienste und kämpfte 1715/16 gegen aufständische Polen, wobei er am 18. Dezember 1715 Zamość  erobern half. Unter August II. wurde er am 14. Januar 1723 zum Oberst, Generaladjutanten und Generalquartiermeister ernannt. Er erhielt am 25. Januar 1734 die Beförderung zum Generalmajor und nahm am Feldzug in Polen als Generalquartiermeister teil. Auch war er 1737 Mitglied einer Kommission die die Klagen über die sächsische Armee untersuchte. Ferner begleitete er 1737 das Korps des Grafen Sulkowsky auf dem Weg nach Ungarn und erhielt für die geleisteten Dienste den St. Heinrichs-Orden. 1738 kämpfte er abermals in Ungarn und wurde am 1. März 1739 zum Generalleutnant ernannt. Als solcher Kommandierte Renard die sächsische Hilfstruppen in Siebenbürgen.
Während des Österreichischen Erbfolgekrieges war er 1741 beim Sturm auf Prag dabei, wo er am 26. November 1741 den Angriff führte, der bis in die Stadt vordrang und die Tore öffnete. Anschließend zog er mit der Armee nach Mähren und wurde vom König in den Reichsgrafenstand erhoben. 1742 kam er wieder nach Sachsen.
Im Jahr 1744 führte er Truppen von Polen nach Sachsen, darunter auch Ulanen, die unter dem Herzog von Sachsen-Weißenfels nach Ungarn gingen. 1745 befand er sich wieder bei den Kämpfen in Böhmen und Schlesien, wobei er am 4. Juni in der Schlacht bei Hohenfriedberg verwundet wurde. Er war bereits Vertreter des Herzogs von Sachsen-Weißenfels als Kommandeur der Sachsen, als er im August 1745 zum General der Infanterie ernannt wurde. im September führte er die sächsischen Truppen zurück nach Sachsen, wo am 13. Oktober eine große Inspektion stattfand, am 26. Oktober gingen die Truppen in die Winterquartieren, Renard ging nach Dresden. Als die Preußen in Sachsen einfielen, musste auch Renard wieder zur Truppe, die in der Schlacht bei Kesselsdorf am 15. Dezember geschlagen wurde.
Die Gesundheit des General hatte aber sehr gelitten und er ging zur Genesung in das Bad nach Töplitze, kehrte aber schon am 24. Januar 1746 nach Dresden zurück. Die Krankheit verschlimmerte sich aber weiter und Renard starb am 14. Februar 1746. Er wurde auf dem Alten Katholischen Friedhof in Dresden beigesetzt.
Renard war mit Therese von Drian verheiratet. Sein Sohn Andreas (* 1723) wurde kursächsischer Generalleutnant.